# Elia Rizzi
Elia Rizzi (Villa d'Almè, 13 maggio 1894 – ...) è stato un calciatore italiano, di ruolo portiere.

## Caratteristiche tecniche
Era dotato di grande coraggio, caratteristica che gli valse il soprannome di portiere con due fegati.

## Carriera
Cresce nell'Atalanta con la quale debutta in prima squadra nei campionati a cavallo della prima guerra mondiale. Non viene messo in discussione nemmeno dopo la fusione tra Atalanta e Bergamasca, quando viene preferito a portieri più giovani. Disputa da titolare tutte le partite della stagione 1919-1920 e le prime cinque della stagione successiva. Dopo la sconfitta per 7-1 sul campo dell'A.C. Libertas di Milano del 21 novembre 1920 non scende più in campo in gare ufficiali con la maglia neroazzurra.